# Tow-in surfing
Il Tow-in surfing è una tecnica di surf, ideata e portata avanti da surfisti come Laird Hamilton, Buzzy Kerbox, Dave Kalama, Michael Willis e altri atleti verso la metà degli anni '90, e  consiste nel farsi trascinare sulla cresta dell'onda da un partner alla guida di una moto d'acqua o un elicottero tramite una corda attaccata al mezzo e tenuta con le mani dal surfista, che lascia la presa una volta raggiunta velocità sufficiente. Questo metodo è particolarmente vantaggioso in alcune situazioni quando le onde sono troppo grosse e dense per effettuare il take-off unicamente remando con le proprie braccia, come ad esempio a Maui, oppure quando la line-up (fronte dell'onda) si trova in una posizione particolarmente pericolosa, come in uno spot famoso di Tahiti.
L'utilizzo di un elicottero per il tow-in surfing fa la sua apparizione dopo il 2000, e presenta alcuni vantaggi rispetto all'impiego di un'acqua scooter. Il pilota infatti si trova in posizione molto più alta rispetto al surfista, e quindi può vedere l'arrivo di un'onda con largo anticipo. Inoltre l'elicottero è più veloce, e non è condizionato dal movimento dell'acqua.

## Critiche al tow-in surfing
Le critiche riguardano il fastidio provocato dai fumi di scarico dei mezzi e dal rumore provocato dal motore, e inoltre molti aspiranti surfisti di onde giganti potrebbero pensare di utilizzare questa tecnica senza adeguato allenamento e percezione del pericolo per la sopravvivenza. Gli ambientalisti hanno vietato il tow-in surfing a Mavericks, affermando che tale pratica è pericolosa per l'ecosistema marino della zona e nociva per gli abitanti locali.

## Spot famosi per il tow-in surfing
- Todos Santos, Messico
- Mavericks, California.
- Dungeons, Città del Capo.
- Jaws, Maui.
- Aill Na Searrach, Cliffs of Moher, Irlanda
- Ilha dos Lobos, Brasile
- Cortes Bank
- Teahupoo, Tahiti
- Bundoran, Irlanda.
- Ghost Trees, California
- Nazaré, Portogallo

## Surfisti famosi che utilizzano il tow-in surfing
- Ken Bradshaw
- Laird Hamilton
- Koby Abberton
- Milton Willis
- Garrett McNamara
- Mike Parsons
- Ross Clarke-Jones
- Cheyne Horan
- Rodrigo Resende
- Romeu Bruno
- Brad Gerlach
- Keala Kennelly
- Hugo Vau